# Mátraszőlős
Mátraszőlős es un pueblo ubicado en el condado de Nógrád, Hungría.

## Superficie
Posee una superficie de 29,17 kilómetros cuadrados.

## Demografía
Hasta 2021 la población era de 1464 habitantes, con una densidad de población de 50,18 habitantes por kilómetro cuadrado.